# Francis Goré
Francis Louis Noël Goré, né le 25 décembre 1883 à Saint-James dans le diocèse de Coutances et mort le 14 octobre 1954 à Voiron, est un missionnaire français qui fut envoyé par la Société des missions étrangères de Paris au Kham (Tibet oriental).

## Biographie
Francis Goré entre au séminaire des Missions étrangères de Paris dont il sort avec les ordres mineurs, puis il est envoyé poursuivre ses études théologiques au collège général de Penang, où il est  ordonné le 7 août 1907. Il est aussitôt envoyé à la mission du Tibet, d'abord à Cha-pa, puis à Ta-tsien lou de 1914 à 1920. Il réside ensuite pendant dix ans à la mission de Yerkalo, apprenant la langue tibétaine depuis son arrivée et se consacrant à des travaux concernant la culture tibétaine. À partir de 1931, il réside pendant vingt-et-un ans à l'église catholique de Cizhong (Tsé-Tchong selon la graphie française de l'époque) dans le comté de Dechen (préfecture autonome tibétaine de Dêqên), appartenant à la région de la province tibétaine du Kham et situé dans l'actuel Yunnan dans une vallée du Haut-Mékong. Il est nommé vicaire général par le vicaire apostolique de Ta-tsien lou et procureur, c'est-à-dire supérieur de la dizaine de prêtres des environs, le sud-ouest du vicariat, qui est situé à au moins cinquante cinq jours à cheval de Tatsienlou. C'est dans sa mission qu'a lieu leur retraite spirituelle annuelle. Il parlait et lisait couramment le tibétain, le chinois, l'anglais, l'allemand et le latin.
Le Père Christian Simonnet (1912-2002) mentionne qu'il s'occupe d'une lettre d'information périodique.
Francis Goré est l’un des rares à remettre les persécutions subies par les missionnaires dans leur contexte historique : 
« … Mais alors, comment expliquer les persécutions ? Il n'y a qu'à en rappeler les dates pour se rendre compte que les missionnaires furent enveloppés dans des révoltes dont le but était politique. L'expulsion des missionnaires du Thibet, en 1865, a coïncidé avec la campagne thibétaine du Niarong, la persécution de 1887 a suivi la lutte dont le Sikkim fut le théâtre et l'enjeu celle de 1905 a accompagné le retrait des troupes anglaises de Lhassa et la révolte de Batang ; enfin, la dernière en date, en 1912, dans la région de Taofu, fut un épisode de la révolution antidynastique. Dans toutes ces circonstances, certaines lamaseries et leurs fermiers ont obéi à un mot d'ordre de l'autorité supérieure… ».
Il est rejoint par le jeune chanoine Angelin Lovey, venu de Suisse en mai 1940.
Le P. Goré est expulsé du Tibet, comme les autres missionnaires, par le pouvoir communiste en janvier 1952. La caravane des expulsés atteint Hong Kong en mars 1952. Il travaille ensuite à la procure de Genève, donne des cours de tibétain à Lausanne, puis il se retire à Voreppe dans l'Isère, à la maison de retraite des Missions étrangères, où il corrige son dictionnaire français-tibétain. Il meurt d'un cancer à l'hôpital de Voiron. Il est enterré au cimetière du village de Voreppe.
Le P. Goré était membre-correspondant de la Société de géographie de Paris et de la Société de géographie de Philadelphie.

## Ouvrages
- Notes sur les marches tibétaines du Sseu-tch'ouan et du Yun-nan, Bulletin de l'École française d'Extrême-Orient, 1923, 23 (23) pp. 319-398.
- Résumé de grammaire indigène tibétaine, traduction en regard, annoté et traduit en français par F. Goré, à partir des dictionnaires de Sarat Chandra Das, Desgodins, Fage et des lexiques indigènes. Révisé à Tsechung en 1933, Tatsienlou, 1934, 209 p.
- Trente ans aux portes du Thibet interdit – 1908-1938, Hong Kong, 1939 ; réédité en 1992 aux Éditions Kimé avec un liminaire de Christian Simonnet,  (ISBN 2908212250).
- La Chine nationaliste et communiste au pays des lamas, Politique étrangère, 1953, 19 (6), pp. 475-492.
- Dictionnaire français-tibétain (Tibet oriental), en collaboration avec Pierre-Philippe Giraudeau, A. Maisonneuve, 1956.